# كيني ساية (كليائي)
کیني سایة (بالفارسية: کینی سایه) هي قرية تقع في إيران في قسم کلیائي الريفي. يقدر عدد سكانها بـ 332 نسمة بحسب إحصاء 2016.